# کوشیکی
کوشیکی (به چکی: Košíky) یک منطقهٔ مسکونی در جمهوری چک است که در ناحیه اوهرسکه هرادیشتی واقع شده‌است. کوشیکی ۱۰٫۱۹ کیلومتر مربع مساحت و ۴۳۰ نفر جمعیت دارد و ۲۷۸ متر بالاتر از سطح دریا واقع شده‌است.